# Kazuyuki Kyoya
 (octobre 2017).
Kazuyuki Kyoya (京谷 和幸, Kyoya Kazuyuki, né le 13 août 1971 à Muroran) est un footballeur et un  basketteur en fauteuil roulant japonais. Il a perdu l'usage de ses jambes à la suite d'un accident de voiture.

## Biographie

### Carrière dans le basket-ball en fauteuil roulant

#### En équipe nationale
- Basket-ball en fauteuil roulant
  - Participation aux Jeux paralympiques : 2000[2], 2004[2], 2008[2] et 2012[3].

En 2016, Kazuyuki Kyoya est le sélectionneur de l’équipe nationale du Japon.

## Film
En 2009, sa vie a fait l'objet du film "Parallel" dirigé par Kazuaki Muto.

## Manga
La vie de Kazuyuki Kyoya a fait l'objet d'un manga, dessiné par Kuremi Hazama (ハザマ紅実): 奇跡の愛 京谷和幸・陽子物語 (Le miracle de l'amour) (2012)  (ISBN 978-4812480007).

## Dorama
La vie de Kyoya a aussi fait l'objet d'un dorama en 2017, "Kimini sasageru Emblem (ja)" (L’emblème que je veux t'offrir), avec l'acteur Sakurai Sho (du groupe Arashi) dans le rôle inspiré de Kyoya et l'actrice Masami Nagasawa